# Let Me Know (Tamar Braxton-låt)
"Let Me Know" är en låt framförd av den amerikanska sångaren Tamar Braxton, inspelad till hennes kommande tredje studioalbum. Låten gästas av den amerikanska rapparen Future och samplar Aaliyahs "At Your Best (You Are Love)" (1994). "Let Me Know" gavs ut som den första singeln från Braxtons album den 6 oktober 2014.

## Bakgrund och utgivning
I en intervju med Billboard-skribenten Gary Graff i juni 2014 meddelade Braxton att hon påbörjat arbetet på sitt tredje studioalbum, en uppföljare till genombrottet Love and War (2012), och att hon var "väldigt exalterad". Braxton kommenterade: "Jag har kanske skrivit 10 eller 12 låtar, fyra av dem gillar jag väldigt mycket. Jag har allt förberett på min turnébuss så får jag idéer kan jag skriva ner dem." Hon avslutade: "Vi är precis i de första skedet men jag gillar det vi har gjort hittills."
Den 5 oktober 2014 meddelade Braxton via hennes officiella Facebook och Instagram-konton att hon planerade att ge ut en ny singel följande dag. Den 6 oktober 2014 laddades "Let Me Know" upp på Braxtons VEVO-kanal tillsammans med det officiella singelomslaget.

## Komposition

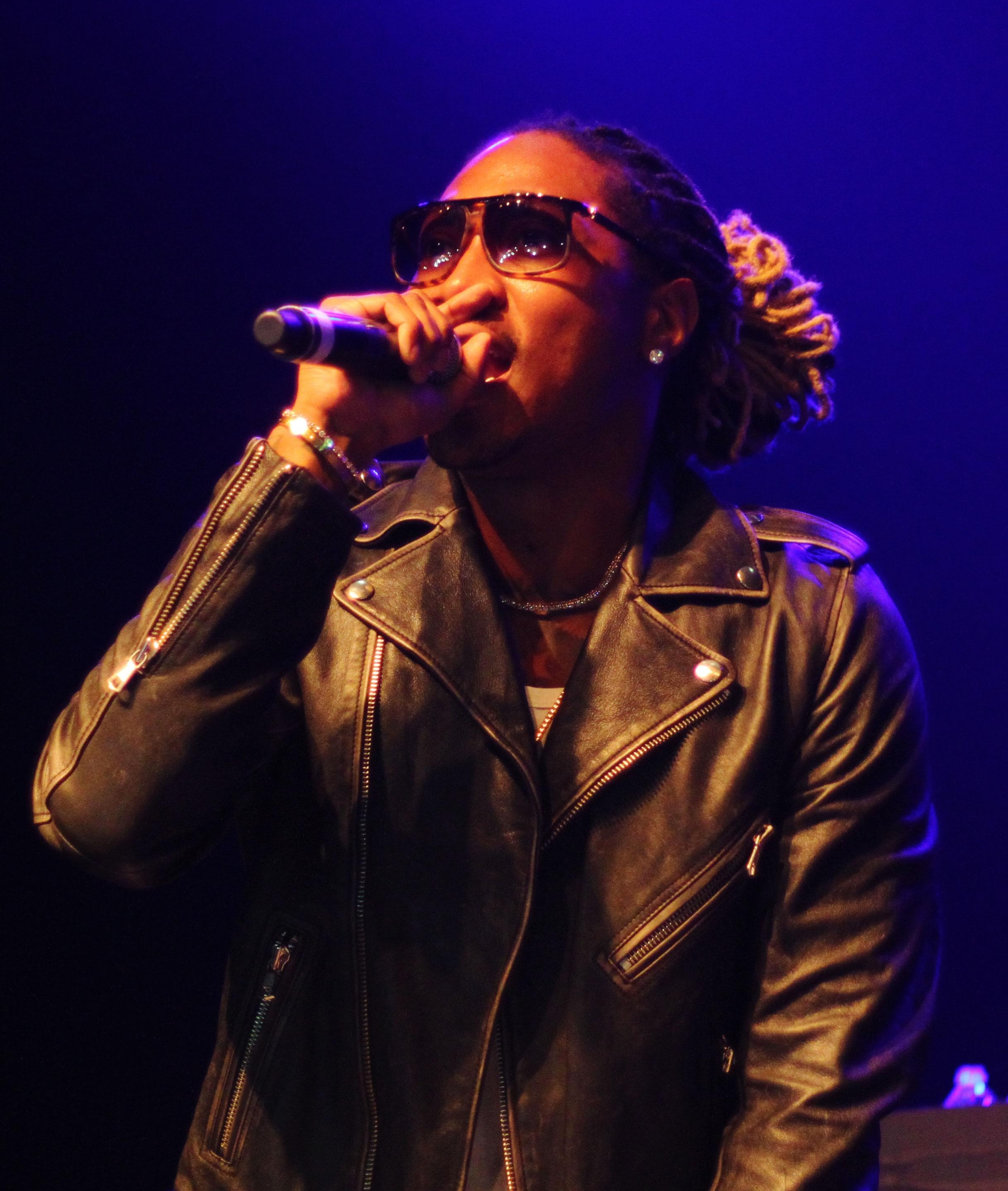
"Let Me Know" gästas av den amerikanska rapparen Future.

"Let Me Know" är en låt i midtempo som har en speltid på tre minuter och femtioåtta sekunder (3:58). Den gästas av den amerikanska rapparen Future och samplar Aaliyahs "At Your Best (You Are Love)" (1994). R&B-låten blandar Braxtons "old school soul" med Futures "luftiga" signatur-sound som tillför kompositionen modernare hiphop-influenser. Den drivs av piano, synthesizerar, wah-wah-gitarrer och taktslag som beskrevs som "hyperaktiva".
"Let Me Know" inleds med en chipmunks-liknande sampling som sedan övergår i en brygga med Future. I låten sjunger framföraren om den lojalitet hon känner mot sin kärlekspartner med verser som: "We've been through so many things, ups and down and in betweens/ If you need more love from me, I’ll give you more, just let me know".

## Mottagande
En skribent vid ArtistDirect ansåg att "Let Me Know" bars av Braxtons "direkt igenkännbara och kraftfulla sångröst" och att låten var "minst lika passionerad" som hennes genombrottssingel "Love and War. Recensenten avslutade med att skriva: "Det här är inte bara Tamar Braxtons bästa låt hittills, det är en av årets modigaste, största och bästa singel-utgivningar." Elias Leight från Billboard var positiv till låten som han gav fyra stjärnor av fem möjliga i betyg och beskrev som en av hennes "starkaste singlar till dato".

## Utgivningshistorik
| Land            | Datum          | Format              | Skivbolag |
| --------------- | -------------- | ------------------- | --------- |
| Internationellt | 6 oktober 2014 | streaming           | Epic      |
| USA             | 6 oktober 2014 | radiopremiär        | Epic      |
| USA             | 7 oktober 2014 | digital nedladdning | Epic      |